# Карло Анчелоти
Карло Анчелоти (на италиански: Carlo Ancelotti) е  италиански футболист и треньор.
Роден е на 10 юни 1959 г. в Реджоло, Италия. Като футболист се състезава за отборите на Парма, Рома и Милан. Национал на Италия с 26 участия и 1 гол. Като състезател постига най-големите си успехи с екипа на „росонерите“ с които печели Купата на европейските шампиони за 1989 и 1990 година.

## Кариера

### Състезателна кариера
Анчелоти започва футболната си кариера през 1976 г. в Парма. През 1979 г. преминава в Рома. С капитанската лента на този клуб Карло става шампион на Италия и печели 4 пъти Купата на страната. От 1987 до 1992 г. играе за Милан. Част е от легендарния отбор, спечелил двете последователни КЕШ през 1989 и 1990 г. Най-знаменитият му момент като състезател на Милан е когато през 1989 г., в мач срещу Реал Мадрид получава пас от Рууд Гулит между двама защитници на белите и отбелязва гол за победата на Милан с 5 – 0 на полуфинал за КЕШ. Анчелоти играе цял мач при победата на Милан над Стяуа Букурещ с 4 – 0 във финала същата година.
Карло Анчелоти има и 26 записани мача с фланелката на националния отбор. Участва на Световното първенство през 1990.

### Треньорска кариера
Първият отбор, чийто треньор е Карло Анчелоти, е втородивизионният Реджана. Застава начело на клуба през 1995 г. и остава само един сезон през който отборът печели промоция за Серия А. След това Анчелоти поема Парма и извежда клуба до триумф в турнира за Купата на УЕФА през сезон 1998 – 99.
През 1999 заменя Марчело Липи в Ювентус, но не успява да спечели трофей през двата си сезона начело на клуба.

#### Милан
През ноември 2001 г. Карло Анчелоти е назначен за треньор на закъсалия по онова време Милан на Фатих Терим. Още през първия си сезон начело на клуба го извежда до полуфинал в турнира за Купата на УЕФА. През следващия сезон Анчелоти е подложен на критика от страна на клубния президент Силвио Берлускони, заради дефанзивната тактика на отбора. Това е и причината Карлето да направи редица промени в клуба. Утвърждава Дида като свой титулярен вратар, въпреки грешката на бразилеца в мача срещу Лийдс Юнайтед през 2000 г. от Шампионската лига. Наставникът поставя Андреа Пирло на позицията плеймейкър и залага на него заедно с Руи Коща в своята халфова линия. В нападение Анчелоти се доверява изцяло на магическото дуо Андрий Шевченко-Филипо Индзаги.
През 2003 той става четвъртият човек, заедно с Мигел Муньос, Джовани Трапатони и Франк Рийкард, спечелил КЕШ като играч и като треньор, извеждайки Милан до победа в турнира на Шампионската лига с 3 – 2 над Ювентус след изпълнение на дузпи. През 2004 г. Анчелоти печели с Милан Скудетото и Купата на Италия.
През сезон 2004 – 05 и 2005 – 06 Милан завършва на второ място в италианския шампионат след състава на Ювентус. През 2005 г. Карлето извежда „росонерите“ до нов финал в най-престижен европейски клубен турнир, но там Милан губи злощастно от Ливърпул с дузпи, след като на полувремето води с 3 – 0.
Само 2 години по-късно, на 23 май 2007 г. Милан с Карло Анчелоти начело отново са на финал в Шампионската лига. Съперникът е Ливърпул и „росонерите“ взимат своя реванш за загубата в Истанбул през 2005 г. „Миланистите“ побеждават с 2 – 1 на Олимпийския стадион в Атина и извоюват своята седма европейска купа. Това е втората КЕШ на Анчелоти като треньор, след като вече има и две като състезател.
На 30 май 2007 г. Карло Анчелоти продължава своя договор с Милан, който го обвързва с клуба до 2010 г.

#### Челси
От 1 юни 2009 г. поема мениджърския пост на английския Челси.. Още в първия си сезон той печели титлата на Англия. Но след края на сезон 2010 – 2011 той напуска в посока ПСЖ.

#### Пари Сен Жермен
През 2011 Анчелоти напуска Челси и отиде в ПСЖ. През сезон 2012/13 печели титлата в Лига 1. След това напуска в посока Реал Мадрид.

#### Реал Мадрид
На 25 юни 2013 г. официалният сайт на Реал Мадрид съобщава, че Анчелоти е новият треньор на отбора за срок от 3 години. Преговорите между Пари Сен Жермен и Реал се водят близо месец, като накрая двата отбора стигат до споразумение. Световните медии тиражират две версии по трансфера. Според първата Реал е заплатил 4,5 млн. евро., а според втората самият Анчелоти е платил сумата от собствения си джоб, за да поеме „белия балет“.
На 26 юни 2013 г. на специална пресконференция е представен официално като треньор на Реал Мадрид , а за негов асистент е обявен Зинедин Зидан.
На 21 юни 2013 г. Анчелоти прави своя дебют като старши треньор на Реал Мадрид в контрола срещу английския Борнемут, завършил с победа от 0 – 6 за отбора от Мадрид.
На 25 май 2015 г. Реал Мадрид взима решение да освободи Карло Анчелоти от поста старши треньор на отбора, а причините са заради лошия 2014/15 сезон, в който клубът не спечелва нито една титла. В периода, в който е треньор на отбора, успява да спечели дълго чаканата в Мадрид 10-а титла в Шампионската лига, Суперкупа на Европа, Купата на Испания през сезон 2013/14 и Световното клубно първенство в края на 2014 година.

#### Байерн Мюнхен
На 20 декември 2015 година изпълнителният директор на Байерн Мюнхен – Карл-Хайнц Румениге съобщава официално, че Карло ще наследи Пеп Гуардиола на поста старши треньор, а договорът влиза в сила от 1 юли 2016 година.

#### Реал Мадрид
На 1 юни 2021 г. официалният сайт на Реал Мадрид съобщава, че Анчелоти е новият треньор на клуба, който заменя напусналият Зинедин Зидан на поста. Договорът на италианеца е за срок от 3 години.

## Статистика

### Треньорска кариера
- Статистиката включва всички официални мачове

| Държава | Отбор           | От               | До          | Резултати | Резултати | Резултати | Резултати | Резултати  | Резултати | Резултати | Резултати |
| Държава | Отбор           | От               | До          | Мачове    | Победи    | Равни     | Загуби    | Победи в % | ВГ        | ПГ        | +/−       |
| ------- | --------------- | ---------------- | ----------- | --------- | --------- | --------- | --------- | ---------- | --------- | --------- | --------- |
|         | Реджина         | 1 август 1995    | 31 май 1996 | 41        | 17        | 14        | 10        | 41,46      | 45        | 36        | +9        |
|         | Парма           | 1 август 1996    | 31 май 1998 | 87        | 42        | 27        | 18        | 48,28      | 124       | 85        | +39       |
|         | Ювентус         | 1 август 1999    | 31 май 2001 | 114       | 63        | 33        | 18        | 55,26      | 185       | 101       | +84       |
|         | Милан           | 6 ноември 2001   | 31 май 2009 | 423       | 238       | 101       | 84        | 56,26      | 690       | 357       | +333      |
|         | Челси           | 1 юли 2009       | 22 май 2011 | 109       | 67        | 20        | 22        | 61,47      | 241       | 94        | +147      |
|         | Пари Сен Жермен | 30 декември 2011 | 25 юни 2013 | 77        | 49        | 19        | 9         | 63,64      | 153       | 64        | +89       |
|         | Реал Мадрид     | 25 юни 2013      | 25 май 2015 | 119       | 89        | 14        | 16        | 74,79      | 323       | 103       | +220      |
| Общо    | Общо            | Общо             | Общо        | 970       | 565       | 228       | 177       | 58,25      | 1761      | 840       | +921      |

- Последна промяна: 25 май 2015 г.

## Успехи

### Като състезател
Рома
- Серия А (1): 1982/83
- Купа на Италия (4): 1979/80, 1980/81, 1983/84, 1985/86

 Милан
- Серия А (2): 1987/88, 1991/92
- Суперкупа на Италия (1): 1988
- Купа на Европейските шампиони (2) 1988 – 89, 1989 – 90
- Суперкупа на УЕФА (2): 1989, 1990
- Междуконтиненталната купа (2): 1989, 1990

### Като треньор
Ювентус
- Купа Интертото (1): 1999

 Милан
- Купа на Италия (1): 2002/03
- Серия А (1): 2003/04
- Суперкупа на Италия 2004
- Шампионска лига (2) 2002/03, 2006/07
- Суперкупа на УЕФА (2): 2003, 2007

 Челси
- Английска висша лига (1): 2009/10
- ФА Къп (1): 2009/10
- Къмюнити Шийлд (1): 2009

 Пари Сен Жермен
- Лига 1 (1): 2012/13

 Реал Мадрид
- Шампионска лига (3): 2013/14, 2021/22, 2023/24
- Примера Дивисион (2): 2021/22, 2023/24
- Купа на краля (2): 2013/14, 2022/23
- Суперкупа на Испания (2): 2022, 2024
- Суперкупа на Европа (2): 2014, 2022
- Световно клубно първенство (2): 2014, 2022

 Байерн Мюнхен
- Бундеслига (1): 2016/17
- Суперкупа на Германия (2): 2016, 2017

### Индивидуални
- Серия А Треньор на годината: 2001, 2004
- УЕФА Треньор на годината 2007
- Орден за заслуги пред Република Италия (на италиански: Ordine al Merito della Repubblica Italia)
- Доктор хонорис кауза на Пловдивския университет.[17]